# 人民联合革命运动
人民联合革命运动（土耳其語：Halkların Birleşik Devrim Hareketi，缩写为HBDH）是土耳其的一个非法的政党联盟，由10个革命社会主义政党和共产主义政党组成。该联盟成立于2016年2月12日。该联盟的意识形态是革命社会主义、反法西斯主义。该联盟的政治立场是极左翼。目标是推翻埃尔多安政权。

## 背景
该联盟选择在3月12日宣布成立，向世界宣布他们致力于反对土耳其正义与发展党政府的反法西斯斗争。2016年3月12日，是1971年土耳其军事备忘录45周年，加兹季骚乱21周年和2004年卡米什利暴动12周年。所有这三件事都是联盟使命的重要提醒，“以胜利的方式领导我们为革命、民主和社会主义而奋斗。”

## 原则和目标
该联盟呼吁摧毁正发党及其公众支持。它要求所有政府恐怖主义的受害者组织起来推翻执政的正发党。联盟强调，少数民族自决权的斗争是至关重要的， 对于受政府压迫的所有人民来说：
如果库尔德人的自决斗争被打破，正发党将开始攻击土耳其的所有其他反对派力量。因此，土耳其的所有进步革命和工人阶级力量的未来与库尔德人抵抗的未来直接相关。
正是通过这一信息，联盟呼吁动员一场统一的人民革命，以推翻现政府。联盟在通向革命的道路上抵制一切形式的帝国主义、法西斯主义、种族主义、资本主义和保守主义。他们邀请“我们的人民、我们的工人、受压迫的人们、来自阿列维派的所有文化、妇女、青年加入革命联合运动的行列并奋斗。”

## 成员党
下列组织出席了宣布联盟成立的联合新闻发布会：
- 土耳其共产主义劳动党/列宁主义
- 土耳其共产党/马列（后宣布退出）[3]
- 革命总部（2017年并入革命公社社员党）
- 库尔德斯坦工人党
- 毛主义共产党
- 马列主义武装宣传队
- 马列主义共产党
- 革命公社社员党
- 土耳其革命共产主义联盟

“革命无产阶级协调”宣布它也加入了联盟。“复活运动”也表达过加入联盟的兴趣。

## 活动
该运动成立不久，就开始对土耳其政府进行武装行动。2016年5月6日，人民联合革命运动袭击了土耳其东北部吉雷松省的宪兵总指挥基地。据新闻报道，一枚路边炸弹爆炸，目标是一辆宪兵车。 5月8日，人民联合革命运动宣称对这起袭击事件负责，称3名宪兵在袭击中死亡，以及作为预定目标的基地指挥官。 这与Odatv的版本不一致，该版本仅报告1人死亡。
自首次袭击以来，人民联合革命运动联合司令部已声称对该区域发生的数起袭击事件负责，主要针对土耳其士兵或宪兵。联盟采用的战术与库尔德工人党使用的战术非常相似。最显著的攻击发生在7月19日，即2016年土耳其政变之后仅4天。人民联合革命运动报告说，他们在当天上午8点30分在特拉布宗省杀死了11名防暴警察。 人民联合革命运动报告在时间和地点与多安通讯社报道的攻击相一致，其中“不明身份袭击者”在警察检查站开枪。这份报告指出，有3名军官和一名平民遇害，5人受伤。